# Грухин, Николай Фёдорович
Никола́й Фёдорович Гру́хин (11 марта 1902, дер. Грухинцы, Вятская губерния — 28 августа 1939, Монголия) — майор Рабоче-крестьянской Красной Армии, участник боёв на Халхин-Голе, Герой Советского Союза (1939).

## Биография
Николай Грухин родился 11 марта 1902 года в деревне Грухинцы в семье крестьянина. Оставшись без матери, воспитывался бабушкой. Окончил начальную школу. В 1917—1919 годах проживал вместе с отцом в Златоусте. В 1919 году Грухин был призван на службу в Рабоче-крестьянскую Красную Армию. В марте 1922 года он окончил политкурсы Кавказской трудовой армии, в мае 1923 года — военно-политические курсы в Новочеркасске, в августе 1928 года — годичные курсы политруков при Киевской объединённой военной школе. Служил на различных политических должностях. В октябре 1931 года окончил курсы «Выстрел», после чего служил командиром пулемётной роты, помощником командира батальона. С марта 1935 года Грухин был помощником командира 218-го стрелкового полка, с мая 1939 года — командиром 127-го стрелкового полка. Отличился во время боёв на реке Халхин-Гол.
26 августа 1939 года полк Грухина наступал в направлении высоты Номон-Хан-Бурд-Обо и к концу дня вклинился во вражескую оборону на 12 километров. Выйдя к реке Хайластын-Гол, он к вечеру 27 августа переправился через неё. 28 августа Грухин погиб в бою.
Указом Президиума Верховного Совета СССР от 17 ноября 1939 года за «умелое и мужественное командование полком и личный героизм, проявленный в Халхингольской наступательной операции» майор Николай Грухин посмертно был удостоен высокого звания Героя Советского Союза. Также посмертно был награждён орденом Ленина.

## Память

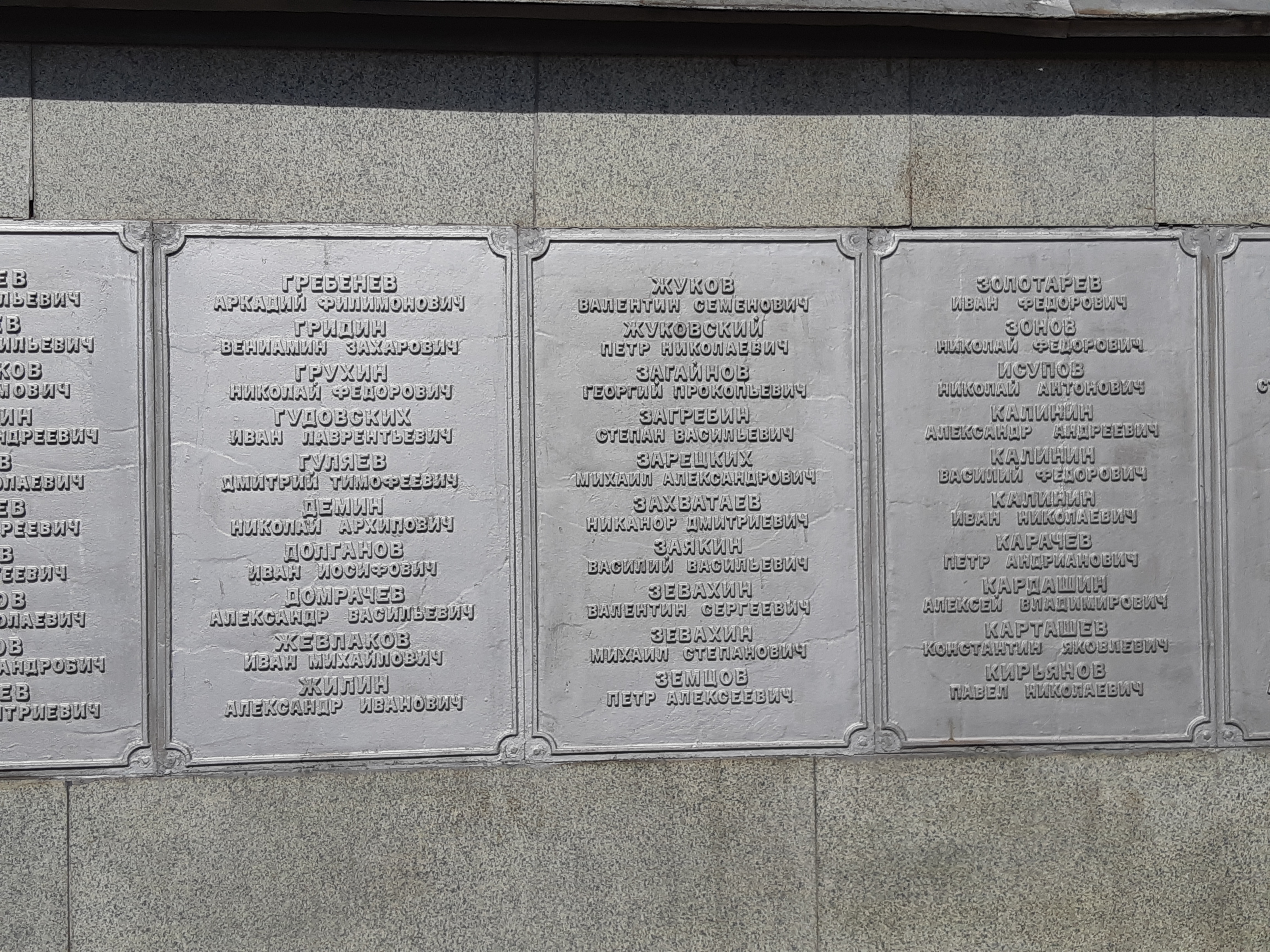
Имя Героя на мемориальной доске в парке Дворца пионеров г. Кирова

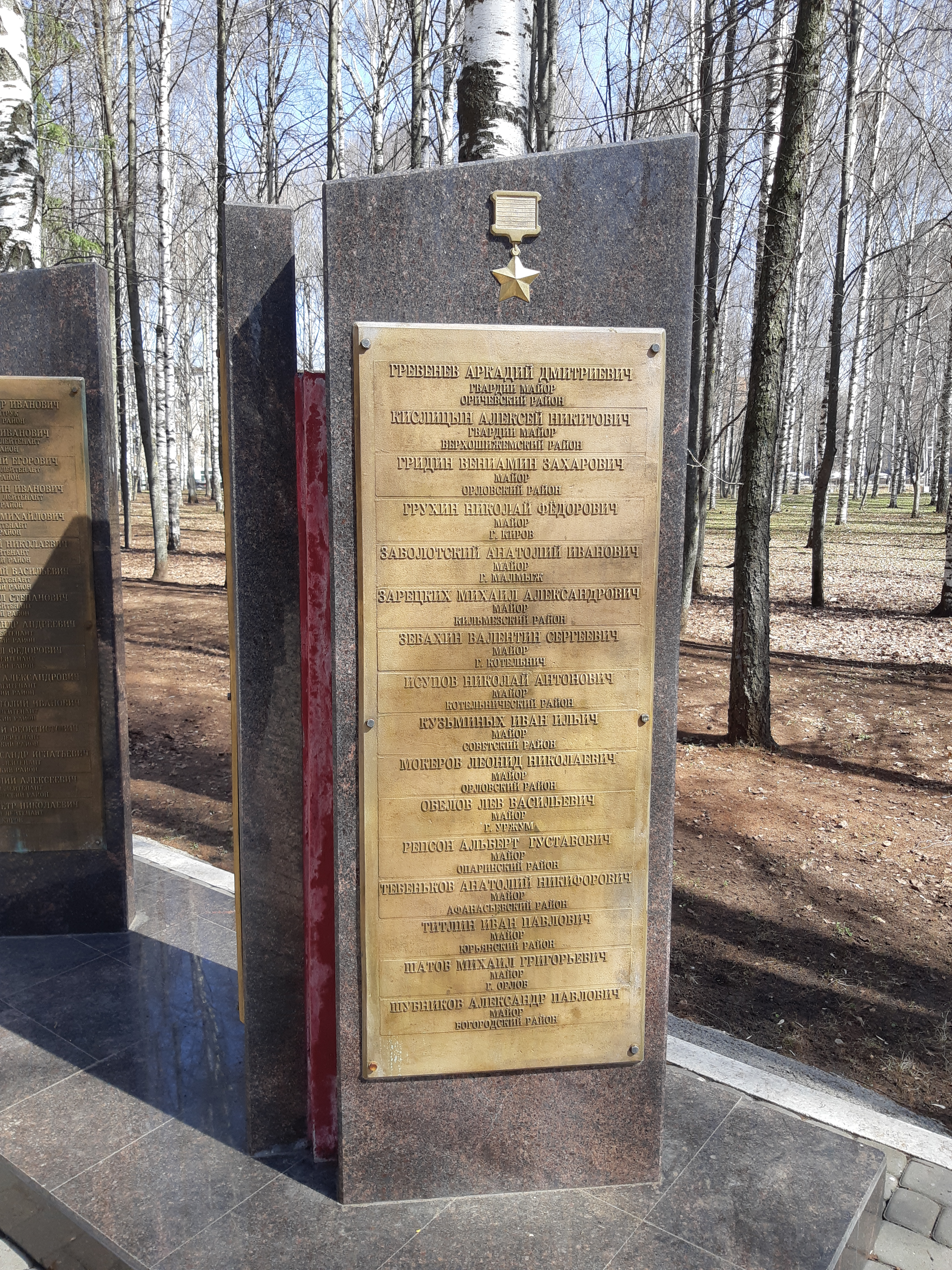
Имя Героя на гранитной стелле в парке Победы в Кирове.

- Его имя на гранитной стелле в парке Победы в Кирове.
- Имя Героя увековечено на мемориальной доске в честь Героев Советского Союза — уроженцев Кировской области в парке Дворца пионеров города Кирова
- Имя Героя высечено золотыми буквами в зале Славы Центрального музея Великой Отечественной войны в Парке Победы города Москвы.
- На могиле героя установлен надгробный памятник.

## Комментарии
1. ↑  Деревня Грухинцы (Грухи, Пустошь Касинская), относившаяся в 1902 году к Кстининской волости Вятского уезда, в последующем входила в состав Чайкинского сельсовета Кировского района. Не сохранилась; ныне — территория Кирово-Чепецкого района Кировской области[1].